# Urodus
Urodus is een geslacht van vlinders van de familie Urodidae, uit de onderfamilie Tortricinae.

## Soorten
- U. amphilocha Meyrick, 1923
- U. aphanoptis Meyrick, 1930
- U. aphrogama Meyrick, 1936
- U. auchmera Walsingham, 1914
- U. brachyanches Meyrick, 1931
- U. calligera Zeller, 1877
- U. carabopa Meyrick, 1925
- U. costaricae Busck, 1910
- U. cumulata Walsingham, 1914
- U. cyanombra Meyrick, 1913
- U. cyclopica Meyrick, 1930
- U. chiquita Busck, 1910
- U. chrysoconis Meyrick, 1932
- U. decens Meyrick, 1925
- U. distincta Strand, 1911
- U. favigera Meyrick, 1913
- U. fonteboae Strand, 1911
- U. forficulella (Walsingham, 1897)
- U. fulminalis Meyrick, 1931
- U. fumosa (Zeller, 1863)
- U. hephaestiella Zeller, 1877
- U. hexacentris Meyrick, 1931
- U. imitans Felder, 1875
- U. imitata Druce, 1884
- U. iophlebia Zeller, 1877
- U. isoxesta Meyrick, 1932
- U. isthmiella Busck, 1910
- U. lithophaea Meyrick, 1913
- U. marantica Walsingham, 1914
- U. merida Strand, 1911
- U. mirella (Möschler, 1890)
- U. modesta Druce, 1884
- U. niphatma Meyrick, 1925
- U. opticosema Meyrick, 1930
- U. ovata Zeller, 1877
- U. pallidicostella Walsingham, 1897
- U. pamporphyra Meyrick, 1936
- U. parvula Edwards, 1881
- U. perischias Meyrick, 1925
- U. porphyrina Meyrick, 1932
- U. praetextata Meyrick, 1913
- U. procridias Meyrick, 1936
- U. pulvinata Meyrick, 1923
- U. sanctipaulensis Strand, 1911
- U. scythrochalca Meyrick, 1932
- U. sordidata Zeller, 1877
- U. spumescens Meyrick, 1925
- U. staphylina Meyrick, 1932
- U. subcaerulea Dognin, 1910
- U. sympiestis Meyrick, 1925
- U. tineiformis (Walker, 1856)
- U. transverseguttata Zeller, 1877
- U. triancycla Meyrick, 1931
- U. venatella Busck, 1910
- U. xiphura Meyrick, 1931